# Bezzia congolensis
Bezzia congolensis är en tvåvingeart som först beskrevs av Vattier och Adam 1966.  Bezzia congolensis ingår i släktet Bezzia och familjen svidknott.
Artens utbredningsområde är Kongo. Inga underarter finns listade i Catalogue of Life.